# Calathea lagoagriana
Calathea lagoagriana är en strimbladsväxtart som beskrevs av H.A.Kenn. Calathea lagoagriana ingår i släktet Calathea och familjen strimbladsväxter. Inga underarter finns listade.